# Le Labyrinthe (série de films)
Pour les articles homonymes, voir Le Labyrinthe.
 Pour plus de détails, voir Fiche technique et Distribution
Le Labyrinthe (Maze Runner) est une série de films de science-fiction américains composée de trois films sortis entre 2014 et 2018. Il s'agit d'une adaptation du cycle littéraire L'Épreuve (The Maze Runner) de James Dashner.

## Fiche technique
| Titre québécois            | L'Épreuve : Le Labyrinthe                                      | L'Épreuve : La Terre brûlée                                                 | L'Épreuve : Le Remède mortel                                                         |  |
| Titre original             | The Maze Runner                                                | Maze Runner: The Scorch Trials                                              | Maze Runner: The Death Cure                                                          |  |
| Réalisateur                | Wes Ball                                                       | Wes Ball                                                                    | Wes Ball                                                                             |  |
| Producteur(s)              | Marty Bowen Wyck Godfrey Ellen Goldsmith-Vein Lee Stollman     | Marty Bowen Wyck Godfrey Ellen Goldsmith-Vein Joe Hartwick Jr. Lee Stollman | Wyck Godfrey Ellen Goldsmith-Vein Marty Bowen Joe Hartwick Jr. Lee Stollman          |  |
| Producteur(s) exécutif(s)  | Lindsay Williams Joe Hartwick Jr. Eddie Gamarra                | Wes Ball Eddie Gamarra T.S. Nowlin Lindsay Williams                         | Lorenzo di Bonaventura Eddie Gamarra T.S. Nowlin Daniel M. Stillman Lindsay Williams |  |
| Scénaristes                | Noah OppenheimJames Dashner                                    | T.S. Nowlin                                                                 | T.S. Nowlin                                                                          |  |
| Montage                    | Dan Zimmerman                                                  | Dan Zimmerman                                                               | Dan Zimmerman                                                                        |  |
| Photographie               | Enrique Chediak (en)                                           | Gyula Pados                                                                 | Gyula Pados                                                                          |  |
| Musique                    | John Paesano                                                   | John Paesano                                                                | Johan Söderqvist                                                                     |  |
| Sociétés de production     | Gotham Group 20th Century Fox                                  | TSG Entertainment (Fox), Gotham Group Temple Hill Entertainment             | , Gotham Group Temple Hill Entertainment                                             |  |
| Société de distribution    | 20th Century Fox                                               | 20th Century Fox                                                            | Universal Pictures                                                                   |  |
| Dates de sortie États-Unis | 19 septembre 2014                                              | 18 septembre 2015                                                           | 26 janvier 2018                                                                      |  |
| Dates de sortie France     | 15 octobre 2014                                                | 7 octobre 2015                                                              | 7 février 2018                                                                       |  |
| Durée                      | 101 minutes                                                    | 133 minutes                                                                 | 142 minutes                                                                          |  |
| Budget                     | 34 000 000 $                                                   | 61 000 000 $                                                                | 62 300 000$                                                                          |  |
| Pays d'origine             | États-Unis                                                     | États-Unis                                                                  | États-Unis                                                                           |  |
| Genres                     | science-fiction post-apocalyptique, aventure, action, dystopie | science-fiction post-apocalyptique, aventure, action, dystopie              | science-fiction post-apocalyptique, aventure, action, dystopie                       |  |

## Distribution
| Thomas                        | Dylan O'Brien              | Dylan O'Brien              | Dylan O'Brien          |
| Teresa                        | Kaya Scodelario            | Kaya Scodelario            | Kaya Scodelario        |
| Newt                          | Thomas Brodie-Sangster     | Thomas Brodie-Sangster     | Thomas Brodie-Sangster |
| Minho                         | Ki Hong Lee                | Ki Hong Lee                | Ki Hong Lee            |
| Ava Paige                     | Patricia Clarkson          | Patricia Clarkson          | Patricia Clarkson      |
| Frypan                        | Dexter Darden              | Dexter Darden              | Dexter Darden          |
| Gally                         | Will Poulter               |                            | Will Poulter           |
| Clint                         | Randall D. Cunningham (en) | Randall D. Cunningham (en) |                        |
| Winston                       | Alexander Flores (en)      | Alexander Flores (en)      |                        |
| Alby                          | Aml Ameen                  |                            |                        |
| Chuck                         | Blake Cooper (en)          |                            |                        |
| Jeff                          | Jacob Latimore             |                            |                        |
| Ben                           | Chris Sheffield            |                            |                        |
| Zart                          | Joe Adler                  |                            |                        |
| Brenda                        |                            | Rosa Salazar               | Rosa Salazar           |
| Aris                          |                            | Jacob Lofland              | Jacob Lofland          |
| Janson                        |                            | Aidan Gillen               | Aidan Gillen           |
| Jorge                         |                            | Giancarlo Esposito         | Giancarlo Esposito     |
| Vince                         |                            | Barry Pepper               | Barry Pepper           |
| Harriet                       |                            | Nathalie Emmanuel          | Nathalie Emmanuel      |
| Sonya                         |                            | Katherine McNamara         | Katherine McNamara     |
| Hampton                       |                            | Anthony Moussu             | Anthony Moussu         |
| Mary Cooper                   |                            | Lili Taylor                |                        |
| Markus                        |                            | Alan Tudyk                 |                        |
| Queue-de-cheval               |                            | Jenny Gabrielle            |                        |
| Carl                          |                            | Terry Dale Parks           |                        |
| Dr Crawford                   |                            | Kathryn Smith-McGlynn      |                        |
| Barklay                       |                            | Matthew T. Melzter         |                        |
| La mère de Thomas             |                            | Lora Martinez-Cunningham   |                        |
| David                         |                            | Shawn Prince               |                        |
| Riley                         |                            | Jeremy Becerra             |                        |
| Harold                        |                            | Matthew Page               |                        |
| Joe                           |                            | Tatanka Means (en)         |                        |
| Lawrence                      |                            |                            | Walton Goggins         |
| Jasper                        |                            |                            | Dylan Smith            |
| Le lieutenant de W.I.C.K.E.D. |                            |                            | Jake Curran            |
| Le pilote du Berg             |                            |                            | Paul du Toit           |

## Accueil

### Box-office
| Film                             | Année  | Recettes au box-office | Recettes au box-office | Recettes au box-office | Budget        | Références |
| Film                             | Année  | États-Unis Canada      | Reste du monde         | Mondial                | Budget        | Références |
| -------------------------------- | ------ | ---------------------- | ---------------------- | ---------------------- | ------------- | ---------- |
| Le Labyrinthe                    | 2014   | 102 427 862 $          | 245 891 999 $          | 348 319 861 $          | 34 000 000 $  | [ 1 ]      |
| Le Labyrinthe : La Terre brûlée  | 2015   | 81 697 192 $           | 230 627 911 $          | 312 325 103 $          | 61 000 000 $  | [ 2 ]      |
| Le Labyrinthe : Le Remède mortel | 2018   | 58 032 443 $           | 230 229 298 $          | 288 261 741 $          | 62 000 000 $  | [ 3 ]      |
| Totaux                           | Totaux | 242 157 497 $          | 706 749 208 $          | 948 906 705 $          | 157 000 000 $ |            |

## SagaLe Labyrinthe
- Le Labyrinthe (The Maze Runner, 2014)
- Le Labyrinthe : La Terre Brûlée (Maze Runner: The Scorch Trials, 2015)
- Le Labyrinthe : Le Remède Mortel (Maze Runner: The Death Cure, 2018)

Prochainement :
- Avant le Labyrinthe : L'Ordre de Tuer (Maze Runner: The Kill Order ou The Kill Order: A Maze Runner Story)
- Avant le Labyrinthe : La Braise (Maze Runner: The Fever Code ou The Fever Code: A Maze Runner Story)

À ce jour, aucun acteur n'a été approché pour incarner les personnages des préquels, aucun réalisateur ou producteur n'a été approché et aucune date de sortie n'a été communiquée.